# Vladimír Hrabánek
Vladimír Hrabánek (22. ledna 1938 Praha – 21. srpna 2008 Praha) byl český divadelní technik a herec malých rolí. Působil po 49 sezon jako inspicient a intendant v Divadle Semafor. 
Širší veřejnosti je znám zejména z epizodních, ale výrazných rolí v českých filmech ze 60. až 80. let 20. století. Celkem se objevil ve stovce filmů a řadě seriálů.

## Filmografie – výběr
- 1962 – Transport z ráje
- 1965 – Kdyby tisíc klarinetů
- 1966 – Ostře sledované vlaky
- 1967 – Svatba jako řemen
- 1969 – Farářův konec
- 1969 – Skřivánci na niti
- 1974 – Jáchyme, hoď ho do stroje!
- 1976 – Marečku, podejte mi pero!
- 1977 – Hra o jablko
- 1977 – Zítra vstanu a opařím se čajem
- 1980 – Panelstory
- 1982 – Příště budeme chytřejší, staroušku!
- 1984 – Co je vám, doktore?
- 1987 – Velká filmová loupež
- 1987 – Přátelé Bermudského trojúhelníku